# タイコー医薬
タイコー医薬株式会社（タイコーいやく）は、医薬品・衛生材料・化粧品の卸売を中心とする日本の企業であった。現在はメディセオ・パルタックホールディングスグループの一社エバルスである。医薬品の卸売手。

## 概要
- 本社は広島県広島市銀山町4-10
- 会長・石井安太郎　　社長・寺西正一　　副社長・石井忠雄　　取締役・小林勝　　監査役・石井幸子

## 沿革
- 昭和43年5月23日広島県広島市の寺西薬品・石井広済堂・石井薬店の卸部門の3社が合併し営業権益を広島市全域に拡大。社名をタイコー医薬株式会社と変更
- 1971年（昭和46年）9月 - 三誠薬品・タイコー医薬・東和薬品の武田薬品工業筆頭取引会社3社が合併し資本金8000万円で「ケンコー産業」設立

## 営業所
- 広島県：広島市・三次市・呉市・可部町
- 山口県：岩国市

## 主な取引メーカー
- 武田薬品工業
- 山之内製薬（現在・アステラス製薬）
- 藤沢薬品工業（現在・アステラス製薬）
- 大日本製薬（現在・大日本住友製薬）
- 第一製薬（現在・第一三共）
- エーザイ等

## 備考
武田系の寺西薬品(42年度実績17億)・石井広済堂(42年度実績2億4千万)・石井薬店(42年度実績1億)が、合併して従業員200名の大企業に拡大